# Trattato di La Jaunaye
Il trattato di La Jaunaye è un accordo di pace firmato il 17 febbraio 1795 sotto una tenda creata nel castello di La Jaunaye, a Saint-Sébastien-sur-Loire, nei pressi di Nantes, dopo sei giorni di negoziato, da parte di Charette, assistito da Charles Sapinaud e molti altri capi vandeani e chouan, e da una delegazione di rappresentanti della Convenzione Nazionale. Stofflet firmerà soltanto il 2 maggio a Varades.
Dopo il richiamo di Turreau (maggio 1794) e la sospensione delle "colonne infernali", e grazie alla moderazione dei generali repubblicani Lazare Carnot e Canclaux, questo trattato acconsentì molte richieste dei vandeani:
1. Si garantiva la libertà di culto e i ministri del culto avrebbero potuto esercitare liberamente e pubblicamente.
2. Venne concessa l'amnistia a tutti i vandeani ancora nelle carceri.
3. Si garantiva il parziale ritiro delle truppe repubblicane dalla "Vandea Militare".
4. Vennero sollevati dal servizio militare tutti vandeani che lo volevano, concedendogli però di tenere le loro armi.
5. Chi non aveva un lavoro o lo aveva perso durante la guerra, poteva regolarmente arruolarsi nell'esercito repubblicano e nella guardia nazionale, ma senza superare le 2.000 unità.
6. Vennero restituiti i loro beni e beneficiarono di indennità in caso di vendita o di incendio.
7. Vennero rimborsati dei buoni e degli assegnati.

Il trattato di La Jaunaye non mette completamente fine alla Guerra di Vandea; la pace, infatti, sarà rotta dai vandeani da alcune settimane dopo, in seguito allo sbarco a Quiberon di una colonna di émigrée a bordo di navi inglesi, il 25 giugno 1795.